# フィジビリティスタディ
フィジビリティスタディ(feasibility study)とは、プロジェクトの実現可能性を事前に調査・検討することで、「実行可能性調査」「企業化調査」「投資調査」「採算性調査」とも呼ばれ、「F／S」と略記される。

## 概要
プロジェクトは、案件発掘～概略計画～F／S～資金調達～実施設計～入札（コンストラクター選定）～建設～運営管理の手順で実施され、F／Sでは一般に概略計画を基にプロジェクトの実行可能性を検討し、その報告書は開発主体の意思決定判断や融資機関の妥当性審否の資料として用いられる。